# Stazione di Santo Stefano-Riva Ligure
La stazione di Santo Stefano-Riva Ligure era una stazione ferroviaria a servizio dei comuni di Santo Stefano al Mare e di Riva Ligure, in provincia di Imperia, posta al chilometro 120+982 del ramo dismesso della ferrovia Genova-Ventimiglia da Bordighera al Posto di Passaggio San Lorenzo.

## Storia

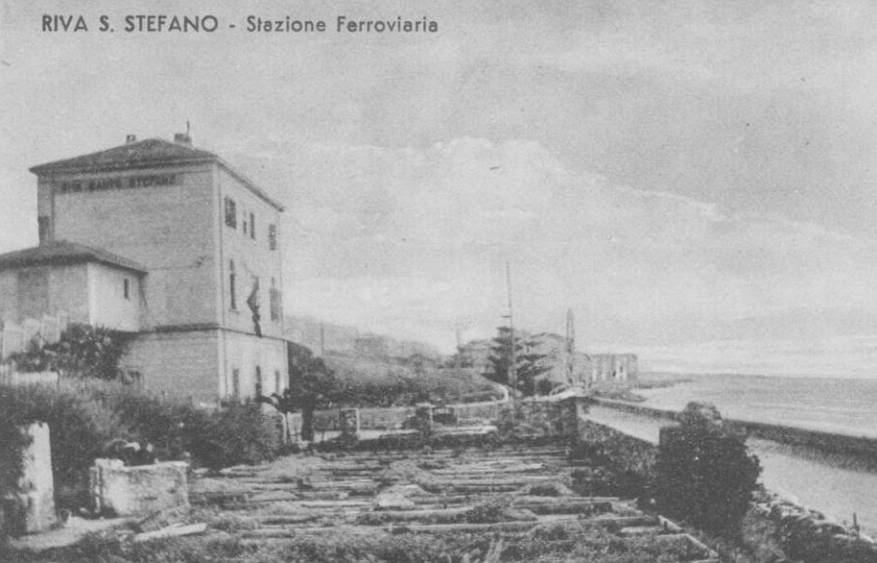
Veduta del fabbricato viaggiatori in una cartolina storica

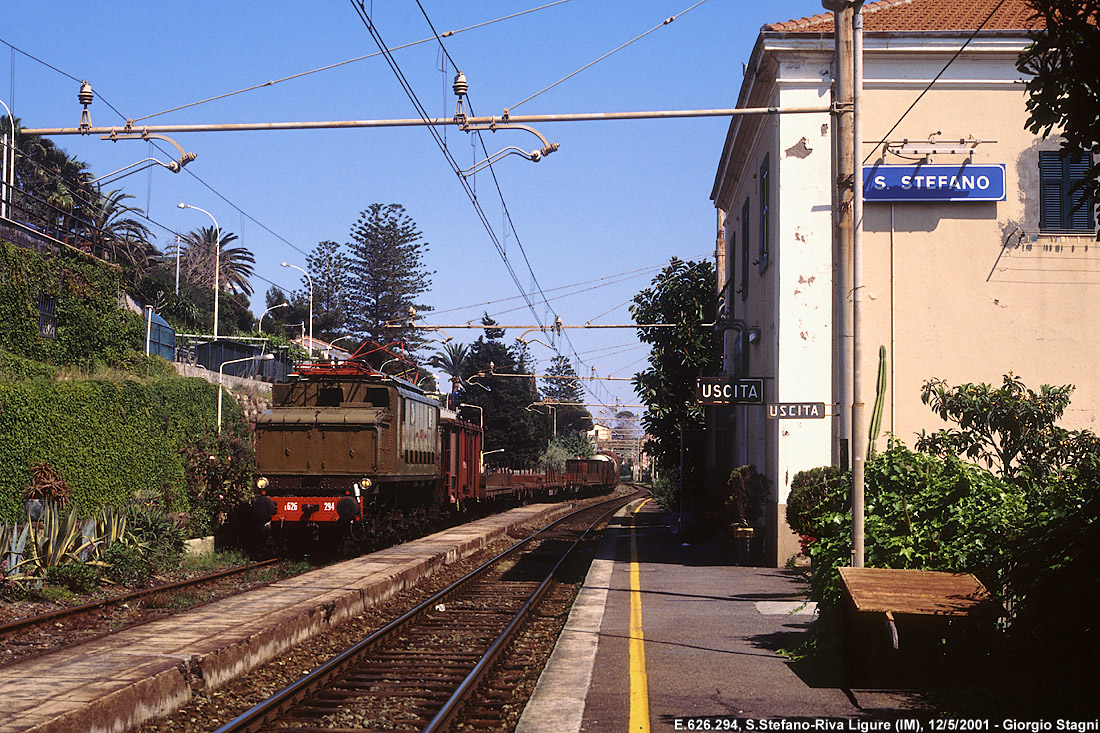
Il treno merci fotografico da Ventimiglia a Imperia organizzato per la chiusura della linea in sosta presso la stazione, maggio 2001

Santo Stefano-Riva Ligure venne inaugurata nel 1872 con la denominazione di "Riva Santo Stefano" in concomitanza con il tratto Savona-Ventimiglia della ferrovia Genova-Ventimiglia.
Nel 1914 fu proposta per l'impianto l'elevazione alla seconda classe dato l'aumento del lavoro e del traffico di questa, tuttavia nonostante questo l'elevazione non avvenne.
Alla stazione fino al 1964 transitavano ancora convogli trainati da locomotive come le E.550 ed E.554. Da quella data l'intera tratta dove era posto l'impianto venne convertita nel sistema a corrente continua.
La stazione venne dismessa nel 24 settembre 2001 a causa dell'apertura del nuovo tronco della ferrovia Genova-Ventimiglia dal Posto di Passaggio San Lorenzo fino a Bordighera.

## Strutture e impianti
La stazione disponeva di un fabbricato viaggiatori, un edificio per i servizi igienici e due binari serviti da banchine collegate tramite un attraversamento a raso. Vi era anche uno scalo merci composto da un piano caricatore, un magazzino ed un binario tronco raccordato con il secondo binario. Su di esso trovava posto anche un ponte a bilico.
Annesso al fabbricato passeggeri vi era l'ufficio del Dirigente Movimento, sede anche del posto di blocco n. 10, in cui si potevano manovrare i vari enti di piazzale. Sulla prima banchina era presente anche un piccolo giardino.
L'impianto è in sede sopraelevata rispetto alla strada e vi si poteva accedere attraverso una scalinata posta a sinistra del fabbricato passeggeri. Alla base dell'edificio passeggeri vi è un ampio giardino ed una porta che immetteva nel fabbricato.
Al 2014 sono ancora presenti tutti i fabbricati, il piano di carico e scarico è stato demolito in quanto al suo posto è stato scavato un sottopasso stradale e l'ufficio del capostazione è stato chiuso e i vetri coperti.
Dalla sua dismissione tutti i binari sono stati smantellati con i relativi segnali luminosi e linea aerea. Sul loro sedime è stata ricavata la pista ciclabile inaugurata nel 2008.

## Servizi
La stazione disponeva di:
- Biglietteria a sportello
- Sala d'attesa
- Servizi igienici

Possedeva anche un parcheggio di scambio e il sistema di diffusione sonora per l'annuncio dei treni.